# Gibson Girl

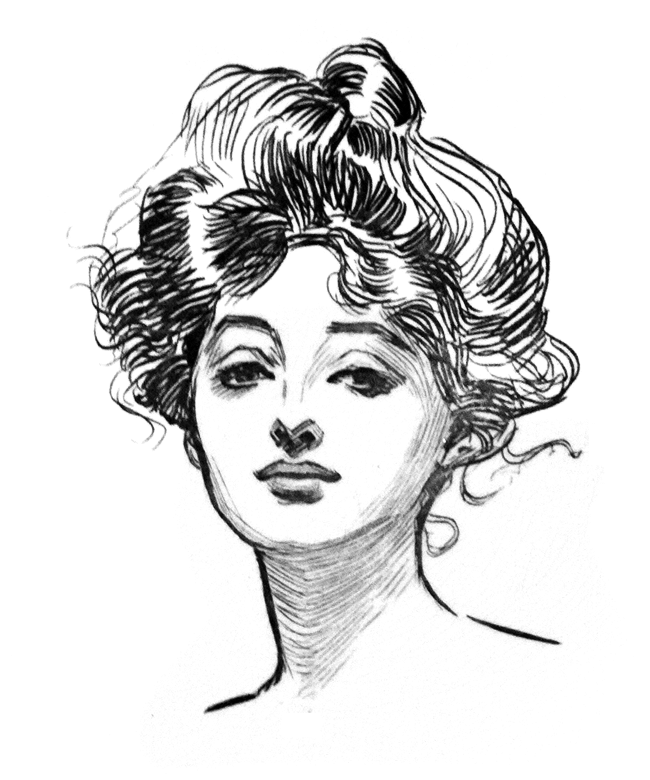
Gibson Girl

Gibson Girl (pl. „Dziewczyna Gibsona”) – stworzona przez rysownika Charlesa Dana Gibsona personifikacja amerykańskiego kobiecego ideału urody z końca XIX i początków XX wieku. Inspiracją dla rysowanej przez Gibsona postaci była żona rysownika, Irene Langhorne i jej siostry. Czarno-białe szkice przedstawiające Gibson Girl ukazywały się m.in. w takich czasopismach jak „Life”, „Harper's” i „Collier's Weekly”.

## Charakterystyka
Typowa Gibson Girl była młodą przedstawicielką zamożnej klasy średniej. Była szczupła, ubierała się zazwyczaj w eleganckie, ale wygodne, nie krępujące ruchów stroje, nie nosiła turniury, uzyskiwała jednak bardzo wąską talię i figurę o kształcie klepsydry dzięki wykorzystaniu gorsetu. Miała kręcone włosy, nosiła je wysoko podpięte z przodu, często z celowo puszczonymi luźno pojedynczymi kosmykami lub rozpuszczoną, opadającą na ramię, lewą częścią fryzury. Portretowane były zazwyczaj na zewnątrz, nierzadko podczas uprawiania sportu (np. jazdy na rowerze, wiosłowania czy gry w tenisa lub golfa) lub oddawania się innym pasjom (np. grze na skrzypcach).

## Odbiór społeczny

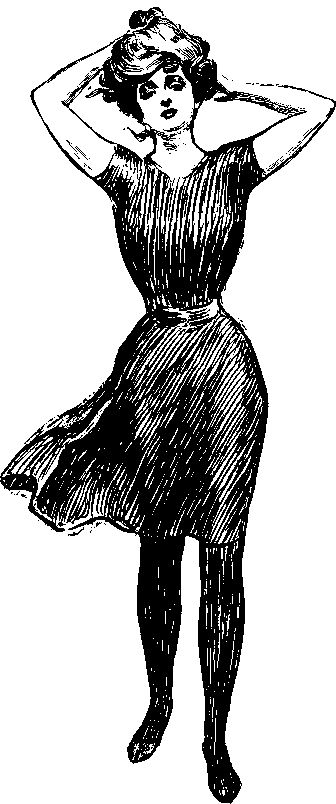
Cała sylwetka Gibson Girl

Gibson Girl stanowiła ideał dla aspirującej klasy średniej, uosabiając amerykański sen i nadzieję na awans społeczny. Postać stała się niezwykle modna, a liczne kobiety starały się naśladować styl, ubiór i gesty z rysunków Gibsona. W celu uzyskania podobnie bujnej fryzury często wykorzystywały sztuczne włosy i peruki lub zbierały w tym celu własne wypadające podczas czesania włosy; kobiety o prostych włosach korzystały z lokówek.
Ucieleśnieniem ideału Gibson Girl była piosenkarka i aktorka Camille Clifford, która w 1906 roku wykonała w Londynie piosenkę Why Do They Call Me a Gibson Girl?.